# 天主教格拉納達教區 (尼加拉瓜)
天主教格拉納達教區（拉丁語：Dioecesis Granadensis）是尼加拉瓜一個羅馬天主教教區，屬馬那瓜總教區。
教區包括格拉納達省、博阿科省和里瓦斯省，成立於1913年12月2日。2006年有教友431,587人，佔轄區總人口82.0%。教區下轄三十五個堂區，有六十八名司鐸。現任教區主教為喬治·蘇洛薩諾·佩雷茲。